# Kangaroo River (Shoalhaven River)
Der Kangaroo River ist ein rund 47 Kilometer langer Fluss im Südosten des australischen Bundesstaates New South Wales.

## Verlauf
Er entspringt im südlichen Hochland von New South Wales und mündet in den Shoalhaven River.
Der Fluss entspringt im Budderoo-Nationalpark, rund drei Kilometer nordwestlich des Illawarra Lookout. Er fließt zunächst in nordwestlicher Richtung nach Carrington Falls, wo er die westliche Begrenzung des Budderoo-Plateaus durchbricht. Der Kangaroo River wendet seinen Lauf dann nach Südwesten und fließt durch die Siedlung Upper Kangaroo Valley und die Kleinstadt Kangaroo Valley in den Morton-Nationalpark. Dort mündet der Fluss in den Lake Yarrunga, einen Stausee, der vom Shoalhaven River gebildet wird.
In der Kleinstadt Kangaroo Valley überspannt die historische Hampden Bridge den Fluss.